# Marcel Hanoun
Marcel Hanoun (22 de octubre de 1929 – 22 de septiembre de 2012) fue un cineasta, fotógrafo y escritor de nacionalidad francesa.

## Biografía
Nacido en Túnez, en aquel momento capital del Protectorado Francés de Túnez, Marcel Hanoun se asentó definitivamente en París, Francia, tras finalizar la Segunda Guerra Mundial. Apasionado de la aviación, fue auditor en técnica aeronáutica y en mecánica general del Conservatoire National des Arts et Métiers. 

### Contemporáneo de la Nouvelle Vague
En la década de 1950 siguió los cursos de arte dramático de André Vigneau impartidos en el Centre d’Études de Radio Télévision, a la vez que se hizo fotógrafo y periodista a la vez que cineasta aficionado. Gran admirador del cine de Robert Bresson (le fascinaba Un condenado a muerte se ha escapado, 1956), se olvidó de las reglas de la técnica y se afirmó en su propia estética cinematográfica. Contemporáneo de la Nouvelle vague, investigó sobre la planificación, el montaje y la desincronización entre la imagen y el sonido. Su primer largometraje, Une simple histoire (Grand Prix de Eurovision en Cannes/1959) fascinó a Jean-Luc Godard, que le prestó ayuda financiera. Muy solicitado, dirigió, esta vez dentro del sistema, Le Huitième jour (1960, con Emmanuelle Riva). 
Decepcionado por el resultado, dejó Francia y se estableció unos años en España, país en el que rodó documentales sobre las corridas de toros o la Pasión de Cristo, entre otros temas. En 1964, con Octobre à Madrid, encontró su propio estilo: el sujeto de la obra era la cinta durante su creación, con comentarios, verídicos o no, sobre la preparación del film. Este sistema fue la base de la mayor parte de sus posteriores rodajes. La política de excepción cultural practicada en Francia no era lo bastante abierta y radical para adoptar el trabajo de Marcel Hanoun. Sin embargo, el cineasta y sus filmes circulaban en las universidades estadounidenses y en las filmotecas. En Nueva York, Jonas Mekas quedó fascinado por sus trabajos, y consideraba a Hanoun el cineasta más importante tras Bresson.

### La identidad del film durante su desarrollo, objeto central de la filmografía de Hanoun
De vuelta a Francia, Hanoun dirigió L’Authentique procès de Carl Emmanuel Jung (1966), en el que evocaba a un personaje imaginario, pero cuyo retrato podría ser el de un criminal de guerra nazi. Melómano y culto, aparentemente no parecía un verdugo. Eran las imágenes, la música, el montaje y el sonido los que, de hecho, explicaban el proceso. 
Hanoun siempre era cauteloso con los hechos históricos deformados por los medios de comunicación. Al igual que con Bertolt Brecht, el distanciamiento permite al espectador reflexionar, con mayor serenidad, sobre el doloroso asunto del genocidio. 
En 2004 evocó, en L’ Étonnement, el caso Bertrand Cantat-Marie Trintignant de un modo distanciado, evitando de ese modo el lavado de cerebro orquestado por las radios y las televisiones de la época en que tuvieron lugar los hechos.
Desde 1968 a 1970, Hanoun rodó sus cuatro estaciones: L’Été (1968), L’Hiver (1970), Le Printemps (1970) y L’Automne (1972).
Sin apoyo institucional, Hanoun comenzó a rodar en 16 mm, después en Super-8 y, más tarde, en vídeo, siempre sin renunciar a sus principios. Con Un film (autoportrait) (1985), realizó una producción subjetiva y magistral sobre su estética, su manera de obrar y su lucha.
A partir de 1976, y durante unos años, Hanoun fue profesor de la Universidad de París I Panthéon-Sorbonne. 

### Una obra desconocida en Francia
Entre 1970 y 1980, Hanoun participó en giras por universidades de los Estados Unidos y Canadá, donde presentó su trabajó y participó en talleres. En Francia, sin embargo, se enfrentó a la exclusión. Marcel Hanoun defendía que el cineasta es un creador y escritor, no un «ayudante de producción». El 6 de marzo de 1973, como respuesta a la denegación del Centre national du cinéma et de l'image animée del anticipo para el rodaje de La Vérité sur l'imaginaire passion d'un inconnu, Hanoun inició una huelga de hambre. Su gesto provocó revuelo, y la comisión leyó el proyecto, aunque lo rechazó. Finalmente rodó el film y lo presentó en la Quincena de Directores del Festival de Cannes. Hanoun solamente obtuvo ayuda financiera, a lo largo de toda su carrera, en una ocasión, para Le Printemps (1970).
A partir del año 2000, a pesar de su mala salud, Marcel Hanoun no dejó de rodar y descubrir con alegría los nuevos instrumentos audiovisuales. Así, trabajó en vídeo ligero y utilizó, igualmente, el teléfono portátil, pues el soporte técnico le importaba menos que su creación, que perseguía en total libertad.
El trabajo de Marcel Hanoun se caracterizaba por sus colaboraciones a largo plazo con actores como Michael Lonsdale, Lucienne Deschamps o Marc-Henri Boisse.

### Marcel Hanoun escritor y teórico
Marcel Hanoun es conocido como escritor y teórico cinematográfico. Fundó dos revistas, una en 1969, Cinéthique, de la cual dirigió los tres primeros números, y la otra, Changer le cinéma, en 1977.
Por su intensidad, profundidad y radicalismo, la colección de sus reflexiones titulada Cinéma Cinéaste. Notes sur le cinéma puede compararse con las Notes sur le Cinématographe de Robert Bresson.
Marcel Hanoun falleció en 2012 en Créteil, Francia, a causa de un infarto agudo de miocardio.

## Filmografía
- 1955 : Gérard de la nuit
- 1956 : Croquis d'Islande
- 1956 :  Des hommes qui ont perdu racine
- 1957-1958 : Une simple histoire
- 1959 : Le Huitième Jour
- 1960-1964
  - La muerte del toro - Le Christ dans la cité - Feria - La rose et le barrage - Ego Sum - Gaudi opera - La dame d'Elche - Le mystère d'Elche - Sérénade pour Mojacar
  - Operación H
  - Octobre à Madrid
- 1966-1967
  - L'Authentique Procès de Carl Emmanuel Jung
  - Tiziana
- 1968 : L'Été
- 1969 : Bruges
- 1969 : L'Hiver
- 1970 : le Printemps
- 1971-1972 :  L'Automne
- 1973 : La Vérité sur l'imaginaire passion d'un inconnu
- 1976 :
  - Le Regard
  - Le vent souffle où il veut
- 1978 : La Nuit claire
- 1979 :
  - Le temps met fin aux hautes pyramides
  - Futur antérieur
- 1981
  - L'Arbre qui gémit
  - Un film
- 1982 : Sculptures de David Rabinowitch
- 1983
  - La Geste du potier
  - Peu d'hommes, quelques femmes
- 1984 : Le Soleil bas
- 1987 : Boucherie fine

## Filmografía como actor
- 1971 : Le Journal d'un suicidé, de Stanislav Stanojevic
- 1973 : La grève de la faim de Marcel Hanoun dans les locaux du Collectif Jeune Cinéma, de Joseph Morder
- 1977 : Marcel Hanoun tourne La vie claire, de Joseph Morder
- 1978 : L'Été madrilène, de Joseph Morder
- 1979 : Cinématon número 60, de Gérard Courant
- 1982 : She's a very nice lady, de Gérard Courant
- 1987 : Amours décolorées, de Gérard Courant
- 1988 : L'Équipe de tournage de Otage de Marcel Hanoun, de Gérard Courant
- 1999 : Le Journal de Joseph M, de Gérard Courant
- 1994 : A la rencontre de Marcel Hanoun, de Bert Beyens
- 1999 : Le Chemin de Resson : Joseph Morder rend visite à Marcel Hanoun, de Gérard Courant
- 2007 : 2 ou 3 choses que je sais de Joseph Morder, de Gérard Courant
- 2012 : In Memoriam Marcel Hanoun, de Gérard Courant